# Кузя (село)
Кузя — село в Чойском муниципальном районе Республики Алтай России, входит в Каракокшинское сельское поселение.

## География
Село расположено в северной части Республики Алтай, к юго-востоку от Горно-Алтайска, в низкогорной зоне, в долине реки Кузи (приток Саракокши). Абсолютная высота 515 метров над уровня моря.
Уличная сеть
состоит из девяти географических объектов:
- Переулки: Светлый пер., Трудовой пер.
- Улицы: ул. 72 лет Победы, ул. Березовая, ул. Кедровая, ул. Малиновая, ул. Светлая, ул. Солнечная, ул. Трудовая

Солнечная улица является шоссейной и примыкает с западной стороны к ул. Советская села Каракокша.

## Население
| 2010 | 2011 | 2012 | 2013 | 2014 | 2015 | 2016 |
| ---- | ---- | ---- | ---- | ---- | ---- | ---- |
| 34   | →34  | ↘31  | ↗34  | ↘32  | ↗36  | ↗41  |

## Транспорт
Проходит автомобильная дорога общего пользования «Паспаул — Каракокша — Красносельск» (Идентификационный номер 84К-43) (Постановление Правительства Республики Алтай от 12.04.2018 N 107 «Об утверждении Перечня автомобильных дорог общего пользования регионального значения Республики Алтай и признании утратившими силу некоторых постановлений Правительства Республики Алтай»)